# 화살날다람쥐
화살날다람쥐(Petinomys sagitta)는 다람쥐과에 속하는 설치류이다. 인도네시아 자와섬의 토착종이다. 1766년 수집된 모식표본만이 알려져 있기 때문에 개체군 상태는 알려져 있지 않다. 야행성, 수상성 동물로 일차림과 이차림에서 서식하는 것으로 추정된다. 벌목과 농경지 개발때문에 숲 서식지 감소로 위협을 받고 있으며, 보전 노력은 알려져 있지 않다.